# Arvydas Sabonis
Arvydas Sabonis, född 19 december 1964 i Kaunas, Litauen, är en litauisk, tidigare sovjetisk, basketspelare (center). Han är 2,21 meter lång, men trots det känd som en skicklig passare. Sabonis anses av många som den allra främsta basketspelaren i Sovjetunionens och Litauens historia.
Arvydas Sabonis spelade i BC Žalgiris storlag under 1980-talet och i Sovjetunionens landslag där han bland annat blev olympisk mästare 1988. Efter Litauens självständighet spelade Sabonis i Litauens landslag och var med och tog OS-brons både 1992 och 1996. Han har även spelat i NBA, för Portland Trail Blazers, och i Spanien för CB Valladolid och Real Madrid Baloncesto. 
Arvydas Sabonis har startat en egen skola för basket, Sabonis Basketball School, som är en av de ledande basketskolorna i Europa.
Han är far till Domantas Sabonis.

## Meriter
- Världsmästare 1982
- OS-guld 1988
- OS-brons 1992, 1996
- Sovjetisk mästare 1985, 1986, 1987